# Okavangova delta
 Okavangova delta (ali Okavanško močvirje) v Bocvani je zelo velika notranja delta, nastala tam, kjer reka Okavango doseže tektonsko korito v osrednjem delu endoreičnega porečja Kalaharija. Vsa voda, ki doseže delto, na koncu izhlapi in transpirira ter ne odteče v morje ali ocean. Vsako leto se približno 11 kubičnih kilometrov vode razprostre na območju, velikem med 6000 in 15 000 km². Nekatere poplavne vode odtečejo v jezero Ngami. Na vzhodni strani delte je naravni rezervat Moremi. Obseg in veličastnost delte mu zagotavljata položaj enega od sedmih naravnih čudes Afrike, ki so bila uradno razglašena 11. februarja 2013 v Arushi v Tanzaniji. 22. junija 2014 je Okavangova delta postala 1000. kraj, ki je bil uradno vpisan na Unescov seznam svetovne dediščine.
Območje je bilo nekoč del jezera Makgadikgadi, starodavnega jezera, ki bilo večinoma suho od zgodnjega holocena. Čeprav je Okavangova delta po splošnem prepričanju največja notranja delta na svetu, v resnici ni. Samo v Afriki sta dve večji podobni geološki značilnosti: Sud na Nilu v južnem Sudanu in delta notranjega Nigra v Maliju.

## Geografija

### Poplave
Okavango se napaja s sezonskimi poplavami, poletnimi padavinami (januar–februar) v visokogorju Angole. V približno enem mesecu preteče 1200 kilometrov. Vode se nato v naslednjih štirih mesecih (marec–junij) razširijo na 250 km do 150 km širokem območju delte. Visoke temperature v delti povzročajo hitro transpiracijo in izhlapevanje, kar v ciklu vzponov in padcev nivoja vode ni bilo v celoti razumljeno do začetka 20. stoletja. Poplavni vrh med junijem in avgustom, v Bocvani v suhih zimskih mesecih, ko je delta narasla do trikratne stalne velikosti, privablja živali iz večkilometrske okolice in ustvari eno največjih koncentracij prostoživečih živali v Afriki.
Delta je zelo ravno območje z manj kot dvema metroma razlike v višini na svojih 15.000 km².

### Kam teče voda
Vsako leto okoli 11 kubičnih kilometrov vode priteče v delto. Približno 60 % je porabijo s transpiracijo rastline, 36 % je izhlapi, 2 % je ponikne v sistem vodonosnika; 2 % pa se izliva v jezero Ngami. Ta ogromni odtok pomeni, da delta ne more splakovati mineralov, ki jih prinese reka in bi lahko postala bolj slana in neprimerna za bivanje, vendar pa se ta učinek zmanjša zaradi nizke vsebnosti soli, ki se zbira okrog korenin rastlin. Nizka slanost vode pomeni tudi, da poplave ne obogatijo preveč poplavne ravnice s hranili.

### Slani otoki
Aglomeracija soli okoli rastlinskih korenin pomeni več tisoč otokov neplodnih belih lis v središču, ki so postali preveč slani za rastline, razen za čudno proti soli odporni palmi (Arecaceae). Drevesa in trave rastejo v pesku blizu robov otokov, ki še niso preveč slani.
Približno 70 % otokov je nastalo kot termitne gomile (pogosto Macrotermes spp.), ko se drevo nato ukorenini v ta kupček zemlje.

### Poglavarjev otok
Poglavarjev otok je največji otok v delti in je nastal ob prelomu, ko se je dvignila površina, ki je več kot 70 km dolga in 15 km široka. V preteklosti je bil izključno lovno območje za poglavarja. Zdaj zagotavlja življenjsko površino za stalno naseljene divje živali, ko se dvigne voda.

## Podnebje
Obilno zelenje ni posledica mokrega podnebja, ampak je oaza v sušni državi. Povprečna letna količina padavin je 450 mm (približno ena tretjina angolskega povodja) in večina pade med decembrom in marcem v obliki močnih popoldanskih neviht.
Od decembra do februarja so vroči mokri meseci z dnevnimi temperaturami, visokimi do 40 °C, toplimi nočmi in visoko stopnjo vlažnosti, ki niha med 50 % in 80 %. Od marca do maja temperatura postane prijetnejša z največ 30 °C podnevi in blagimi nočmi. Deževje se hitro izsuši v suhih, hladnih zimskih mesecih od junija do avgusta. Dnevne temperature v tem letnem času so blage do tople, a se temperatura zniža po sončnem zahodu. Noči so lahko presenetljivo hladne, s temperaturami komaj nad lediščem.
Od septembra do novembra se toplota in atmosferski tlak ponovno dvigneta. Oktober je najzahtevnejši mesec za obiskovalce – dnevne temperature se pogosto dvignejo nad 40 °C in sušo le občasno ublaži nenadna ploha.

## Prostoživeče živali in rastline
Delta je trajen in sezonski dom različnih divjih živali in je danes priljubljena turistična zanimivost.
Živalske vrste so: afriški savanski slon, kafrski bivol (Syncerus caffer), veliki povodni konj, antilopa lečva (Kobus leche), antilope sasabi (Damaliscus lunatus lunatus), antilopa sitatunga (Tragelaphus spekii), črnorepi gnu (Connochaetes taurinus), angolska ali namibijska žirafa (Giraffa camelopardalis angolensis), nilski krokodil (Crocodylus niloticus), jugozahodni afriški lev (Panthera leo bleyenberghi), južnoafriški gepard (Acinonyx jubatus jubatus), afriški leopard (Panthera pardus pardus), rjava hijena (Hyaena brunnea, prej Parahyaena brunnea), lisasta hijena (Crocuta crocuta), skokonoga gazela, veliki kudu (Tragelaphus strepsiceros), antilopa (Hippotragus niger), črni nosorog (Diceros bicornis minor) in (Ceratotherium simum simum), burchellova zebra (Equus quagga burchellii), svinja bradavičarka (Phacochoerus africanus) in medvedji pavijan (Papio ursinus). Najnevarnejši je kapski hijenski pes, ki živi v Okavangovi delti, in je ena najbogatejših vrst v Afriki. V delti živi tudi več kot 400 vrst ptic, med njimi afriški jezerec (Haliaeetus vocifer), ribja sova (Scotopelia peli), sivi pavji žerjav (Balearica regulorum), lastovičja zlatovranka (Coracias caudatus), senčar (Scopus umbretta), noj in afriški sveti ibis (Threskiornis aethiopicus).
Večina 200.000 velikih sesalcev v delti in okoli nje ne živi tu vse leto. Zapustijo jo ob poletnem deževju, da bi našli oživela polja trave za pašo in drevesa za brskanje, nato se vrnejo. V velikih čredah bivolov in slonov je okoli 30.000 živali.

### Ribe
V delti živi 71 vrst rib, tudi tigrasta riba (Hydrocynus vittatus), tilapija (Oreochromis) in razne vrste somov (Siluriformes). Ribe so velike od 1,4 m (afriški ostrozobi som Clarias gariepinus) do 3,2 cm Barbus haasianus. Iste vrste je mogoče najti v reki Zambezi, kar kaže na zgodovinsko povezavo med rečnima sistemoma.

### Vodne antilope
Najbolj razširjen veliki sesalec je antilopa lečva (Kobus leche), jih je več kot 60.000. Je malo večja od impale (Aepyceros melampus) s podaljšanimi kopiti, odpornimi proti vodi, ki ji omogočajo hitro gibanje v čez koleno globoki vodi. Pasejo vodne rastline in kot elipsasta obvodna antilopa (Kobus ellipsiprymnus) skočijo v vodo, ko jim grozijo plenilci. Rogove imajo samo samci.

### Rastline
Papirus in druge plavajoče rastline so velik del rastlinstva v delti. Kadar reka poplavlja, plavajo precej nad peščeno strugo in s koreninami prosto bingljajo v vodi. To vrzel med dnom in koreninami kot zavetje uporabljajo krokodili. Rastline igrajo pomembno vlogo pri zagotavljanju kohezije v pesku. V sami delti zaradi čiste vode Okavanga skoraj ni blata in reko skoraj v celoti sestavlja pesek. Rastline zajamejo pesek, ki deluje kot lepilo, s tem dopolnijo pomanjkanje blata in ustvarjajo nove otoke, na katerih se lahko rastline ukoreninijo.
Ta postopek ni pomemben pri nastajanju premočrtnih otokov. So dolgi in tanki in pogosto ukrivljeni kot nežno zasanjane reke. Razlog za to je, da so v resnici naravno obrežje starih rečnih kanalov, ki so sčasoma postali previsoki za rast rastlin in peščene usedline, ki nastanejo zaradi spreminjajočega se toka reke, in stari rečni nasipi postajajo otoki. Zaradi ploskosti delte in velike mase peska, ki priteče vanjo iz reke Okavango, se tla v delti počasi, a nenehno dvigujejo. Kjer so danes kanali, bodo jutri otoki in potem jih bodo lahko odplavili novi kanali.

### Namestitev
Bocvanski Okavango Game Lodge (2011) poskrbi za manjše število gostov, hišice so na zasebnih koncesijskih območjih. Trudijo se za ohranjanje okolja.

## Ljudje
V delti živi pet etničnih skupin, vsaka s svojo identiteto in jezikom. To so Hambukuši (znani tudi kot Mbukuši, Bukuši, Bukusi, Mabukuši, Ghuvi, Haghuvi), Dceriki (Dxeriki, Diriki, Gciriki, Gceriki, Giriki, Niriki), Vajeji (Bajeji, Jeji), Bugakhvi (Ksoji, Khveji, Kvengi, Barakveni, G/anda) in ||anikhvi (Gsanekvi, //tanekvie, rečni Bušmani, močvirski Bušmani, G//ani, / ani, Ksanekvi). Hambukuši, Dceriki in Vajeji se tradicionalno ukvarjajo z mešanim gospodarstvom, pridelujejo proso/sirek, z ribolovom, lovom in zbiranjem divjih rastlinskih živil ter pašništvom.
Bugakhvi in ||anikvhi so Bušmani, ki tradicionalno ribarijo, lovijo in nabirajo divje rastline, ki jih uporabljajo kot živila; Bugakhvi izkoriščajo gozd in rečne vire, medtem ko so ||anikhvi večinoma osredotočeni na rečne vire. Hambukuši, Dceriki in Bugakhvi živijo vzdolž reke Okavango v Angoli in v Caprivijevem pasu v Namibiji, nekaj Hambukušev in Bugakhvov je v Zambiji. V delti so v zadnjih 150 letih Hambukuši, Dceriki in Bugakhvi poselili Panhandle in območje Magvegkvana v severovzhodni Delti. ||anikhvi so poselili Panhandle in območje ob reki Boro čez delto, pa tudi območje ob reki Boteti.
Wajeji so naseljeni na območju okoli Seronga, pa tudi v južni Delti okoli Mauna, nekaj jih živi v njihovi domnevni domovini prednikov v Caprivijevem pasu. V zadnjih 20 letih se je veliko ljudi z vsega območja Okavango preselilo v Maun, v poznih 1960-ih in začetku 1970-ih se je več kot 4000 hambukuških beguncev iz Angole naselilo v okolici Etsha v zahodnem Panhandlu.
Delta Okavango je pod političnim nadzorom Batavancev (ljudstvo Tsvana) od poznega 18. stoletja. Vodi jih družina Matiba I., vodja Bangvatove veje. Batavanci so imeli popoln nadzor nad delto v 1850-ih, ko je bila zelo uspešna regionalna trgovina s slonovino. Večina Batavancev je tradicionalno živela na robovih Delte zaradi  muhe cece, ki ogroža govedo. V kakšnih štiridesetih letih se je muha cece umaknila in Batavanci so od 1896 do poznih 1930-ih živeli v močvirjih. Od takrat na robu delte živi zelo veliko ljudi in živali.

## Nevarnosti
Namibijska vlada je predstavila načrte za gradnjo hidroelektrarne v regiji Zambezi, ki bi urejala pretok Okavanga. Medtem ko zagovorniki trdijo, da bi bil učinek majhen, okoljevarstveniki trdijo, da bi ta projekt uničil večino bogatega živalskega in rastlinskega življenja v delti. Druga nevarnost je lokalno poseganje človeka in regionalno črpanje vode v Angoli in Namibiji.
Nagrajeni južnoafriški režiser in konzervator Rick Lomba je v 1980-ih svaril pred množičnim prodiranjem živine na to območje. Njegov dokumentarec The End of Eden nazorno prikazuje prizadevanje za ohranitev delte.

## Galerija
- Okavangova delta s satelita
- Pogled na slone s čolna makoro
- Bivol v južnem delu delte
- Okavangova delta, posneta s cessne s 400 m višine
- Vodne lilije v delti
- Dekle nosi hrano
- Čakajoč na povodne konje
- Povodni konji
- Par štorkelj
- Hyperolius argus (žaba) v Okavangovi delti
- Astronavtova slika delte
- Sončni zahod